# チェルヴィア
チェルヴィア（伊: Cervia）は、イタリア共和国エミリア＝ロマーニャ州ラヴェンナ県にある、人口約29,000人の基礎自治体（コムーネ）。
街は1697年に、塩田にとても近い場所に建設され、フィコクレ(Ficocle)と呼ばれた。また、海水浴場としても有名で夏には重要なイベントが行われることもある。

## 地理

### 位置・広がり
ラヴェンナ県南東部に位置するコムーネで、フォルリ＝チェゼーナ県と境を接する。

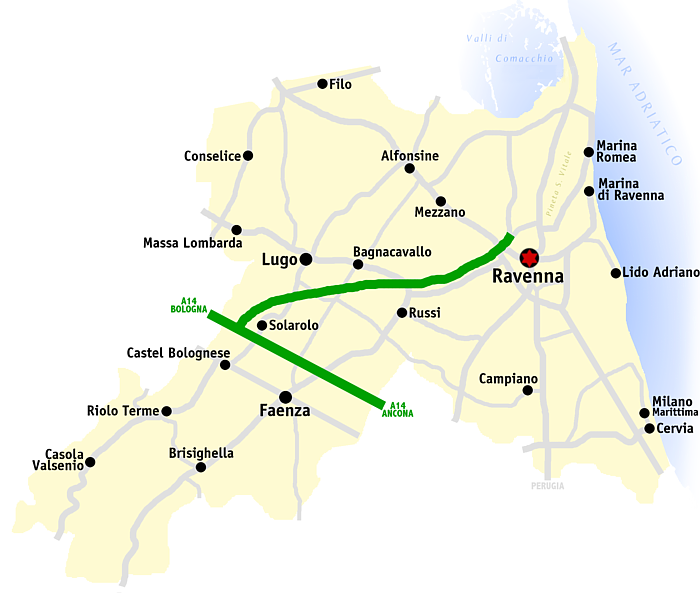
ラヴェンナ県概略図

#### 隣接コムーネ
隣接するコムーネは以下の通り。括弧内のFCはフォルリ＝チェゼーナ県所属を示す。
- チェゼーナ (FC)
- チェゼナーティコ (FC)
- ラヴェンナ

### 気候分類・地震分類
チェルヴィアにおけるイタリアの気候分類 (it) および度日は、zona E, 2312 GGである。
また、イタリアの地震リスク階級 (it) では、zona 2 (sismicità media) に分類される。

## 行政

### 分離集落
チェルヴィアには以下の分離集落（フラツィオーネ）がある。
- Cannuzzo, Castiglione, Milano Marittima, Montaletto, Pinarella, Pisignano, Savio, Tagliata, Tantlon, Terme, Villa Inferno

ミラーノ・マリッティマ(Milano Marittima) はチェルヴィアの有名な分離集落である。

## 自然・環境
チェルヴィア塩田（Saline di Cervia）は自然保護区の「チェルヴィア塩田自然保護区」に指定されており、ラムサール条約の定める「国際的に重要な湿地」にも登録されている。イタリアのラムサール条約登録地一覧も参照。

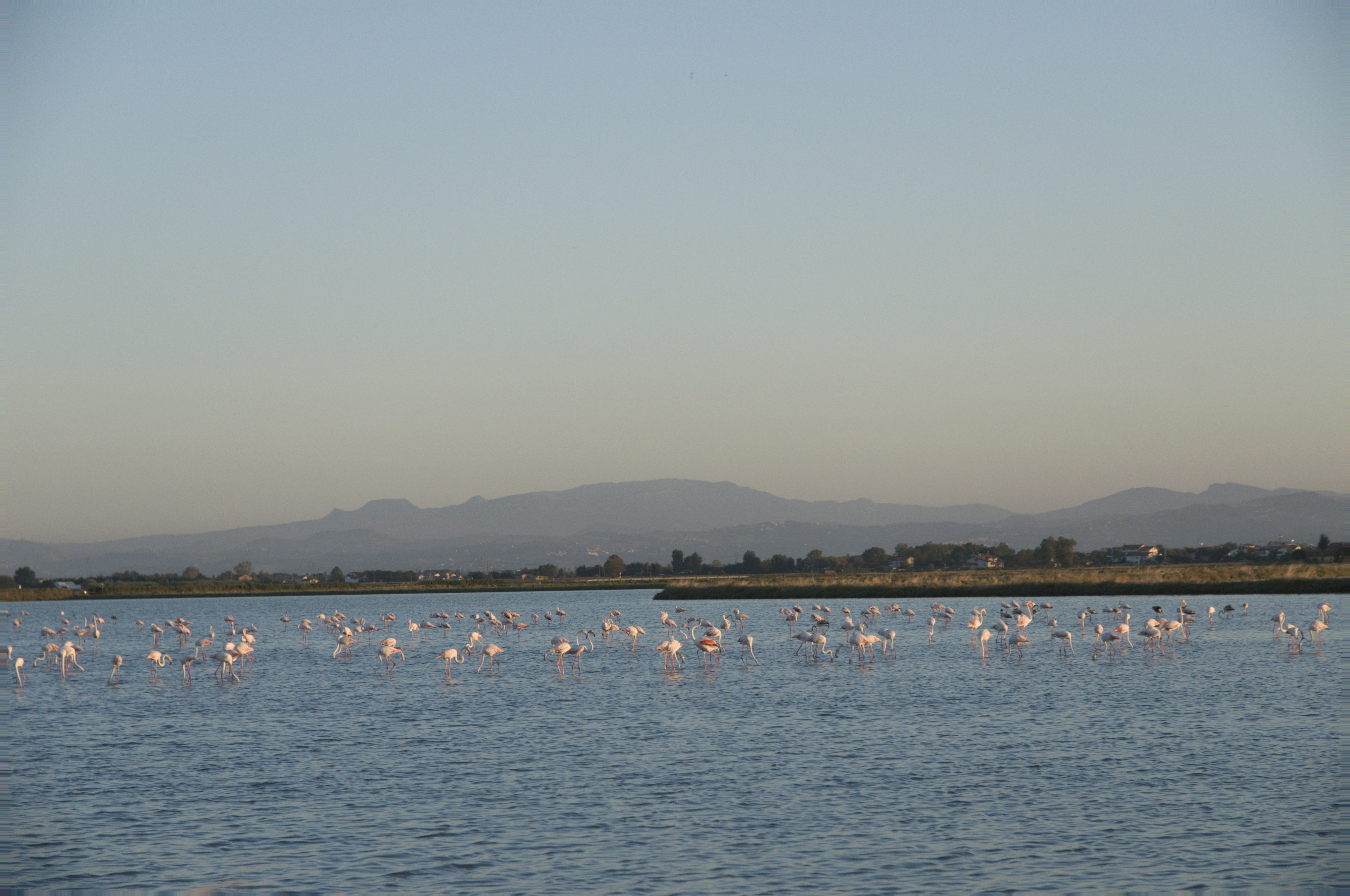

## 姉妹都市
- イェレニャ・グラ、ポーランド
- マオー、スペイン
- アーレン、ドイツ
- La Baule-Escoublac、フランス
- クルージュ＝ナポカ、ルーマニア